# چک ۱۲۹ ان‌بی
چک ۱۲۹ ان‌بی (به انگلیسی: Chak No. 129 NB) یک روستا در پاکستان است که در پنجاب واقع شده‌است.